# Petříkov (Ostružná)

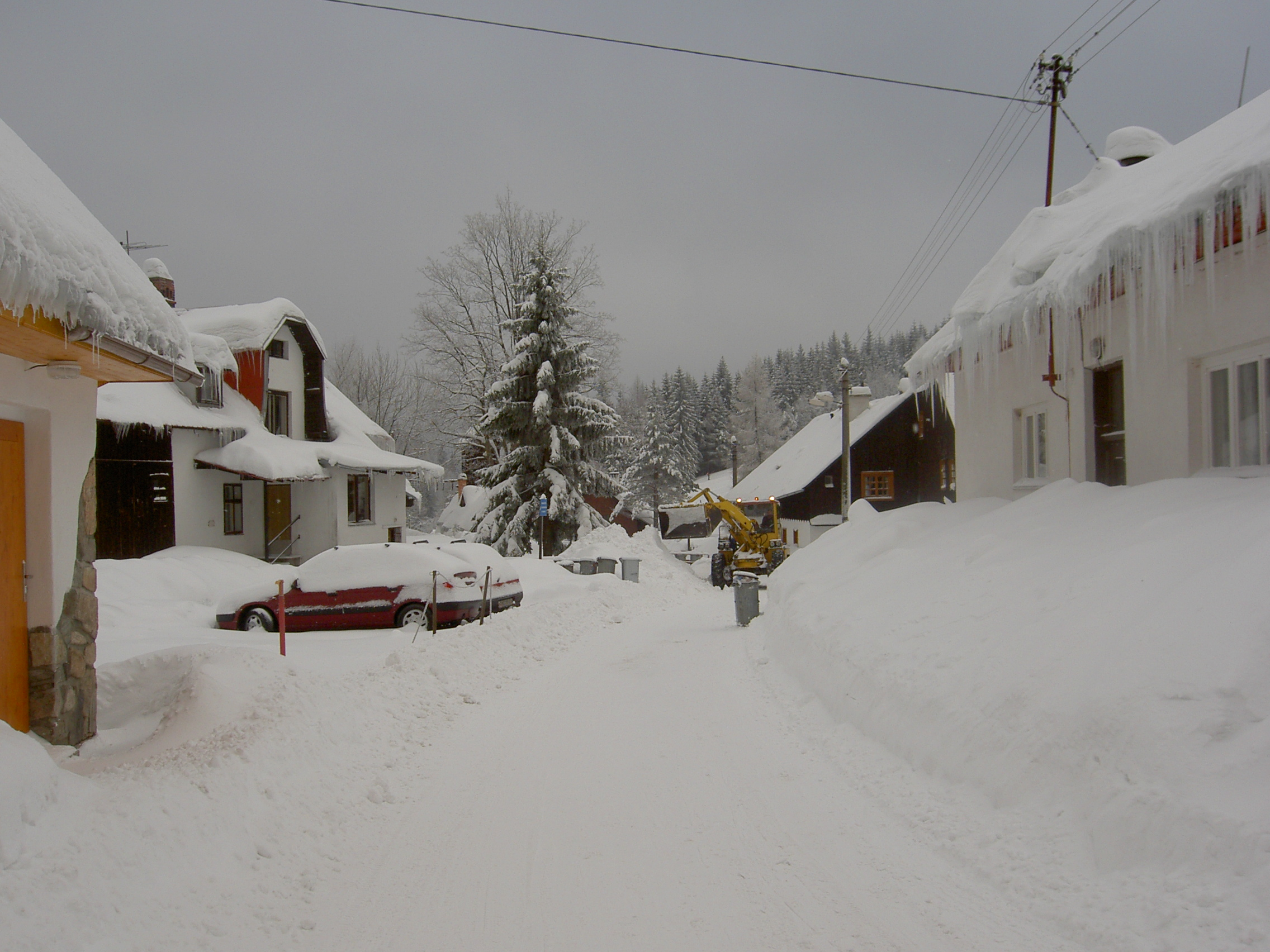
Winterliche Ortsansicht

Petříkov (deutsch Peterswald) ist ein Ortsteil der Gemeinde Ostružná in Tschechien. Er liegt zwölf Kilometer westlich von Jeseník an der polnischen Grenze und gehört zum Okres Jeseník.

## Geographie
Petříkov befindet sich oberhalb des Ramsauer Passes am Fuße des Bielengebirges und Reichensteiner Gebirges an der Branná. Nördlich erhebt sich der Smrk (Fichtlich, 1125 m) und im Nordwesten die Travná hora (Wiesenberg, 1124 m).
Nachbarorte sind Bielice im Norden, Horní Lipová im Nordosten, Ramzová im Osten, Ostružná im Südosten, Adamov im Südwesten sowie Velké Vrbno und Paprsek im Westen.

## Geschichte
Peterswald wurde 1617 durch Hans von Peterswald gegründet und das Hufenregister von 1677 weist für das Dorf zwölf Gärtner aus. 1834 lebten in den 32 Häusern von Peterswald 202 Menschen.
Nach der Aufhebung der Patrimonialherrschaften bildete Peterswald ab 1850 einen Ortsteil der politischen Gemeinde Spornhau / Spornava in der Bezirkshauptmannschaft Mährisch Schönberg. Zu dieser Zeit begann auch der Pyritbergbau und in Peterswald entstand die erste Zinkfarbenfabrik Österreich-Ungarns. Seit 1854 erfolgte in Privathäusern der Schulunterricht und 1915 wurde ein eigenes Schulhaus errichtet. Im Jahre 1900 bestand das Dorf aus 39 Häusern und hatte 207 Einwohner. Nach dem Ersten Weltkrieg erlosch der Bergbau. 1918 eröffnete eine tschechische Minderheitenschule, die bis 1938 bestand. Nach dem Münchner Abkommen wurde das Dorf dem Deutschen Reich zugeschlagen und gehörte bis 1945 zum Landkreis Mährisch Schönberg. Nach dem Ende des Zweiten Weltkrieges wurden die deutschen Bewohner vertrieben.

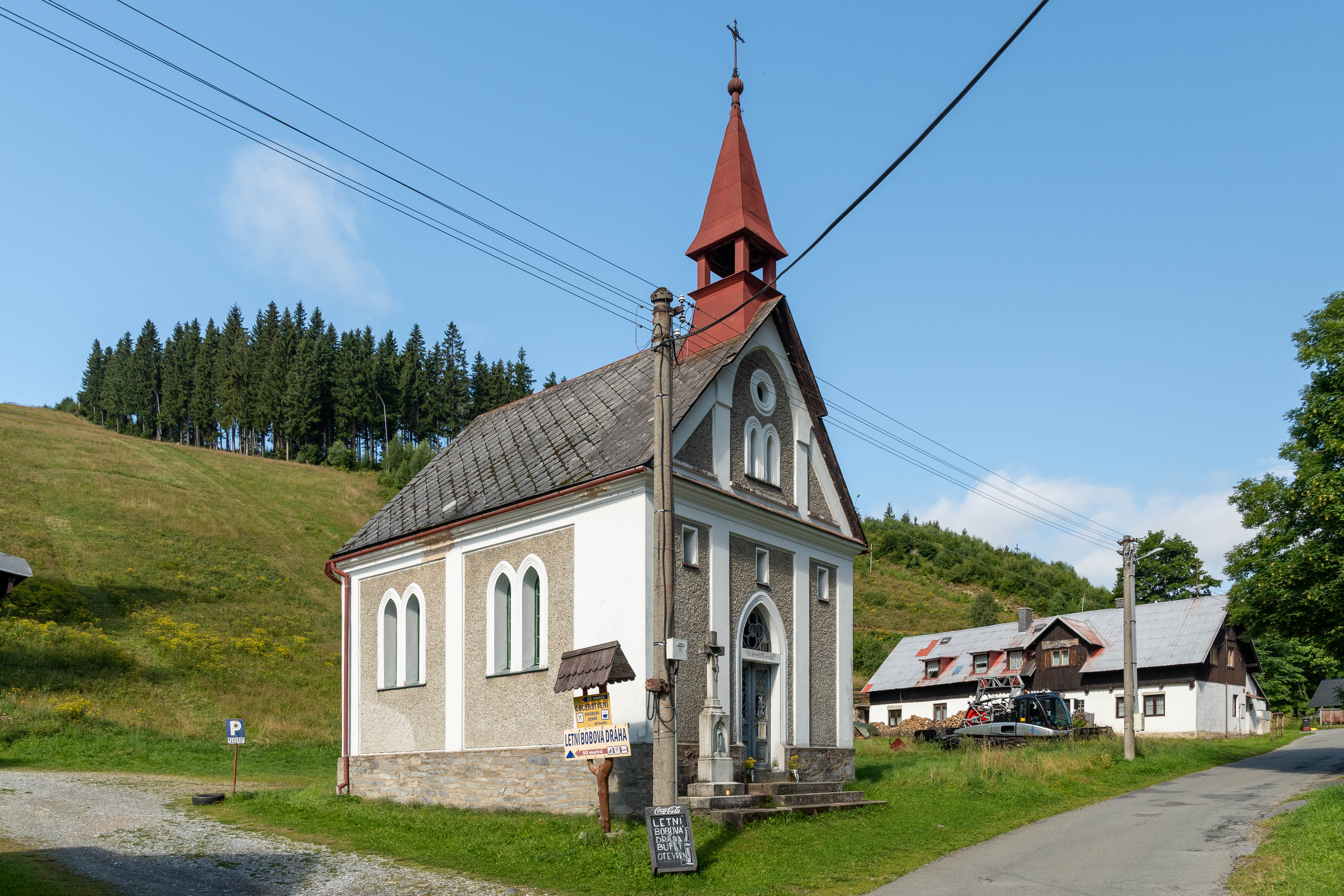
Kapelle des hl. Laurentius

1950 lebten in den 38 Häusern von Petříkov nur noch 43 Menschen. 1975 wurde der Ort nach Branná eingemeindet. 1990 wurde es Teil der Gemeinde Ostružná. Im Jahre 1991 gab es in dem Dorf noch fünf ständig bewohnte Häuser und die Einwohnerzahl war auf 16 geschrumpft. Seit 1996 gehört Petříkov zum Okres Jeseník. Petříkov ist heute ein Wintersportzentrum. Vom südwestlich gelegenen Hausberg Ostružník führen mehrere Skilifte und eine Bobbahn ins Tal. Im Jahre 2001 bestand das Dorf aus 8 Wohnhäusern, in denen 24 Menschen lebten.

## Sehenswürdigkeiten
- Kapelle des hl. Laurentius